# 克洛斯山脊
克洛斯山脊（Dorsum Cloos）是月球史密斯海中的一道皱岭，其中心月面坐标为1°00′N 91°00′E / 1.0°N 91.0°E，全长100公里，名称取自德国著名结构地质学家汉斯·克洛斯（Hans Cloos，1885年11月8日-1951年9月26日），1976年被国际天文联合会正式批准接受。